# Гармоническая четвёрка
Гармоническая четвёрка точек — чётверка точек на проективной прямой, двойное отношение которых {\displaystyle (ABCD)=-1}. В этом случае говорят также, что точки {\displaystyle C} и {\displaystyle D} гармонически сопряжены относительно {\displaystyle A,B} и пишут {\displaystyle H(AB,CD)}.
Гармонической четвёркой прямых называется четвёрка прямых {\displaystyle a,b,c,d} в проективной плоскости, проходящих через одну точку {\displaystyle S}, для которых любая четвёрка точек {\displaystyle A,B,C,D}, такая, что {\displaystyle A\in a,B\in b,C\in c,D\in d}, находящаяся на одной прямой, является гармонической. В этом случае пишут {\displaystyle H(ab,cd)}.

## Свойства
- Если гармоническая четвёрка прямых пересечена прямой, то на этой прямой образуется гармоническая четвёрка точек.
- На каждой стороне полного четырёхвершинника имеется гармоническая четвёрка точек.[уточнить]
- На каждой диагонали полного четырёхвершинника имеется гармоническая четвёрка точек.[уточнить]
- Гармоническая четвёрка точек на комплексной плоскости лежит на одной прямой или окружности, и пары касательных в противоположных точках конкурентны диагонали.

## Построение
- Для любых трёх точек, лежащих на одной прямой, пользуясь гармоническими свойствами полного четырёхвершинника, можно построить четвёртую точку так, что получится гармоническая четвёрка точек.
- На рисунке выше точки пересечения двух пар противоположных сторон ML и KN, MK и LN полного четырёхугольника MLNK (соответственно первые две точки A и B прямой), а также точки D и C пересечения соответственно диагоналей LK и MN с этой прямой (прямая AC), проходящей через эти точки, образуют гармоническую четвёрку точек A, B, C, D.
- Построения последнего пункта (см. также рисунок) полностью дублирует следующая теорема[1]: Для точки K прямая Чевы (например LD) треугольника ALB и прямая MN, соединяющая основания M и N двух других прямых Чевы AN и BM, делят противоположную сторону AB гармонически.

## Пример гармонической четвёрки точек
- Биссектрисы внутреннего и внешнего углов при одной вершине треугольника пересекают противоположную этой вершине сторону и соответственно её продолжение в двух точках, которые вместе с двумя концами этой стороны образуют гармоническую четвёрку точек[2].
- Точка, гармонически сопряженная середине стороны треугольника, находится на продолжении этой стороны на бесконечности[3].

## Гармоническая четвёрка на расширенной евклидовой плоскости
- Если точка {\displaystyle D_{\infty }} несобственная, то четвёрка {\displaystyle A,B,C,D_{\infty }} гармоническая, если {\displaystyle C} — середина отрезка {\displaystyle AB}.
- Если {\displaystyle ABCD} — полный четырёхвершинник и его диагональные точки {\displaystyle P_{\infty },Q_{\infty }} — несобственные, то на расширенной евклидовой плоскости {\displaystyle ABCD} — параллелограмм, а из его гармонических свойств следует, что точка пересечения его диагоналей делит их пополам.
- Если {\displaystyle ABCD} — полный четырёхвершинник, у которого одна диагональная точка {\displaystyle R_{\infty }=BC\cap AD} — несобственная, {\displaystyle P=AB\cap CD,Q=AC\cap BD}, то на расширенной евклидовой плоскости {\displaystyle ABCD} — трапеция, а из его гармонических свойств следует, что {\displaystyle PQ} делит {\displaystyle AD} пополам.